# Masters de Cincinnati 1998
El Abierto de Cincinnati 1998 (también conocido como 1998 Great American Insurance ATP Championships por razones de patrocinio) fue un torneo de tenis jugado sobre cancha dura al aire libre. Fue la edición número 97 de este torneo. El torneo masculino formó parte de los ATP World Tour Masters 1000 en la ATP. Se celebró entre el 10 de agosto y el 17 de agosto de 1998.

## Campeones

### Individuales masculinos
Patrick Rafter vence a  Pete Sampras, 1–6, 7–6(7–2), 6–4.

### Dobles masculinos
Mark Knowles /  Daniel Nestor vencen a  Olivier Delaître /  Fabrice Santoro, 6–1, 2–1 ret.
| Predecesor: Cincinnati 1997 | Masters de Cincinnati 1998 | Sucesor: Cincinnati 1999 |